# Lista cântecelor înregistrate de Justin Timberlake
Această listă a cântecelor înregistrate de Justin Timberlake arată titlul, anul, alte interpretări și compozitorii fiecărui cântec înregistrat de Justin Timberlake în timpul carierei solo, în afara trupei 'N Sync.